# Boumedienne Abderrhamane
Boumedienne Abderrhamane (Mostaganem, 26 november 1920 - Propriano, 4 juni 2011) was een Algerijns-Franse profvoetballer die doorgaans als verdediger speelde.

## Carrière
Abderrhamane begon te voetballen bij SAI Mostaganem. In 1945 maakte hij de overstap naar de Franse voetbalclub FC Sète. In 1949 ging hij spelen voor Marseille.
In 1952 werd hij verhuurd aan Toulouse FC waarmee hij in 1953 kampioen werd in Ligue 2.
Na zijn voetbalcarrière werd hij trainer van SC Bastia, van 1957 tot met 1961.
Abderrhamane overleed op 4 juni 2011.

## Erelijst
| Competitie |    |         |
| Ligue 2    | 1x | 1952/53 |